# Alpine GTA
Pour les articles homonymes, voir GTA.
L'Alpine GTA (pour Grand Tourisme Alpine) est un modèle automobile sportif produit par le constructeur français Alpine et lancé en 1985 pour succéder à l'Alpine A310. Elle est la première Alpine produite à 100 % par Renault.
Existant en version atmosphérique (V6 GT) et turbo (V6 Turbo), deux séries limitées seront par la suite présentées (la Le Mans et la Mille Milles).

## Historique

### Conception et développement
La conception des GTA reprend celle habituelle des Alpine, à savoir un châssis poutre sur lequel est fixée une coque en matériaux synthétiques ainsi qu'un moteur installé en porte-à-faux arrière. La GTA est toutefois totalement nouvelle par rapport à sa devancière, l'A310. Les moteurs sont des V6 PRV déclinés en deux versions, atmosphérique ou turbo. Il y a quatre places dans l'habitacle et un petit coffre à l'avant partageant l'espace sous le capot avec le réservoir de carburant.

## Les différentes versions

### Finitions
Alpine tient à lancer une gamme complète. Trois modèles sont initialement prévus (l'Europa Cup n'est destinée qu'à la compétition à de très rares exceptions).

#### V6 GT

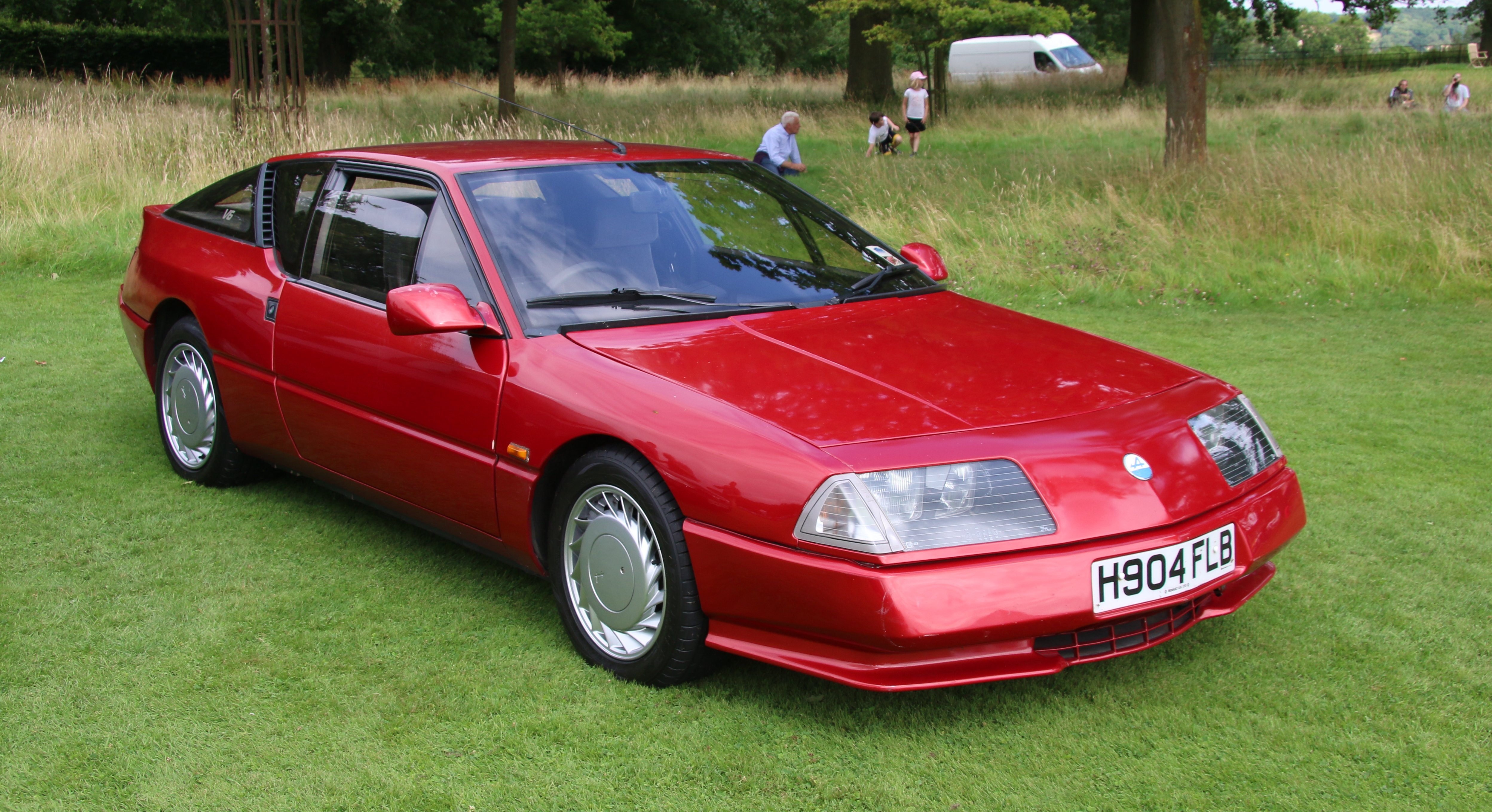
Une Alpine GTA V6 GT.

Présentée en novembre 1984, elle est la version de la base. Avec un Cx de 0,28, et un SCx de 0,48, la V6 GT établit un record d'aérodynamisme à l'époque pour une voiture de cette catégorie.

#### V6 Turbo
Présentée en septembre 1985, avec une grille d'aileron arrière plus large pour améliorer le refroidissement. Le Cx passe de 0,28 à 0,30. Comme la Renault 25 V6 Turbo, la GTA profite du moteur V6 PRV turbocompressé de 2 458 cm3.

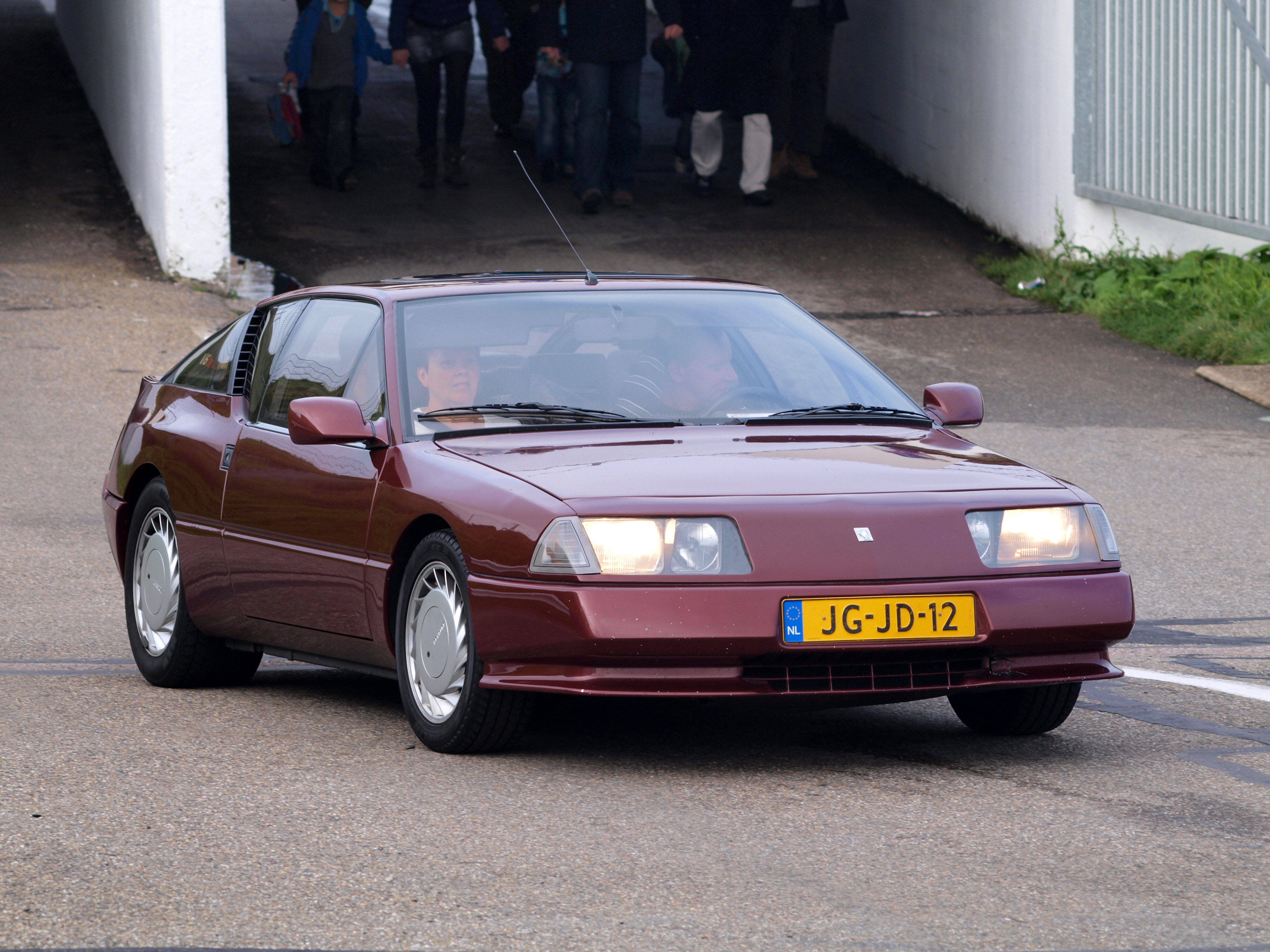
Alpine GTA V6 Turbo en rouge titien.
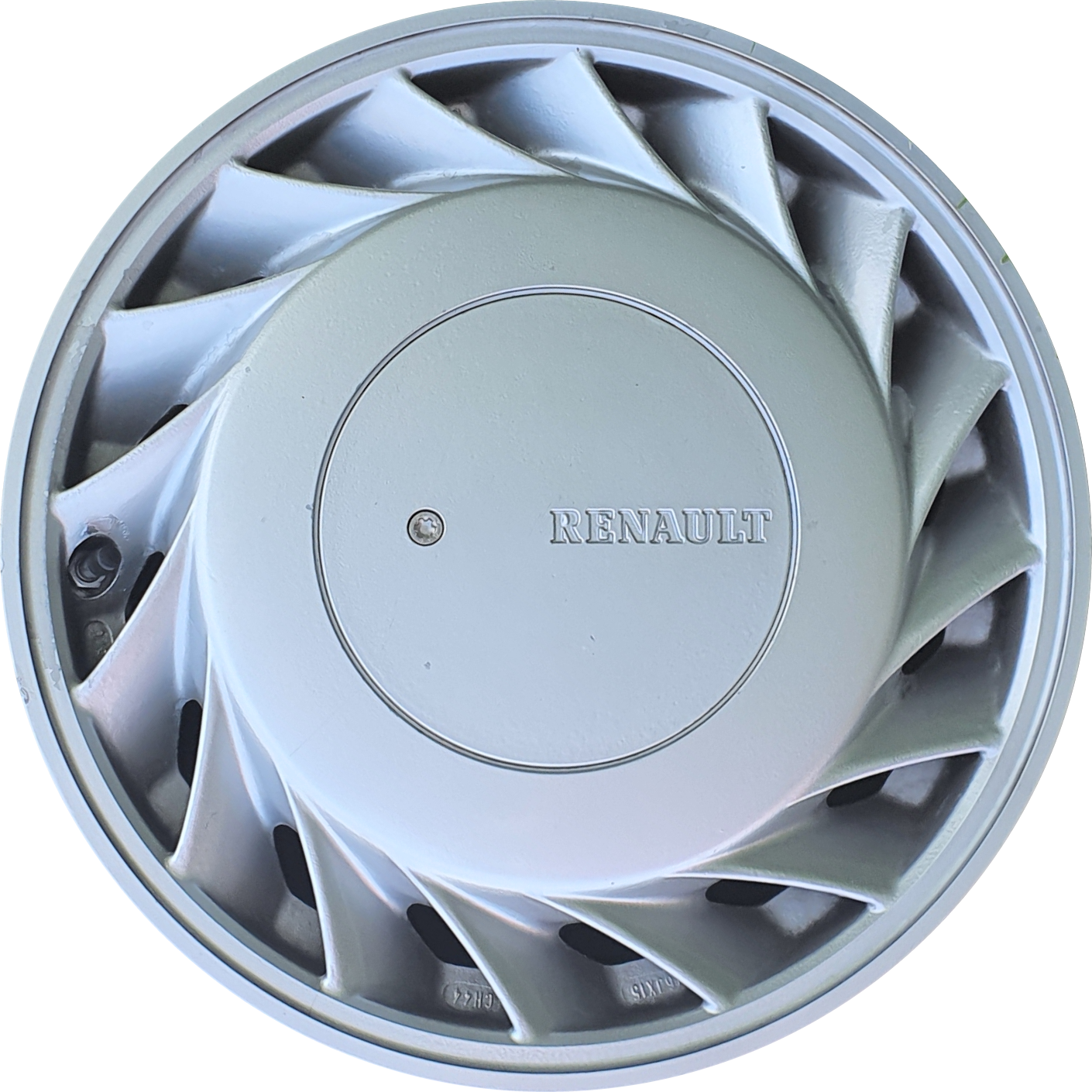
Jante des V6 Turbo, parfois surnommés « jantes turbines ».

#### GTA USA

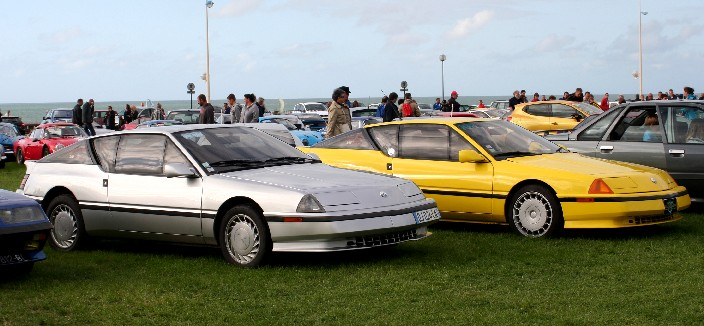
Deux Alpine GTA USA.

Très rapidement, Renault et Alpine songent à exporter la GTA aux États-Unis grâce à la filiale American Motors Corporation. Un modèle dérivé des V6 Turbo est donc conçu et finalisé pour s'adapter au contraintes locales. En conformité avec la réglementation nord-américaine, elle perd ses feux avant sous verrière en faveur d'optiques escamotables, ses boucliers sont plus saillants et déformables, des feux latéraux sont insérés dans les boucliers et intégrés dans des protections adhésives. La grille du bouclier avant est élargie pour améliorer le refroidissement. Les clignotants avant sont orange (sauf sur certains modèles réadaptés pour l'homologation en France). Un troisième feu stop s'insère sous l'aileron arrière. Les GTA USA bénéficient d'un profond remaniement du châssis. Les tubes de la structure avant sont remplacés par de la tôle emboutie. Des amortisseurs d'énergie des boucliers sont ajoutés. Les flancs sont renforcés par des barres dans les portières et un doublement des renforts latéraux. Beaucoup des développements réalisés pour le châssis de la GTA USA seront réutilisés sur l'A610.
Mais début 1987, le retrait de Renault du marché américain oblige à tout abandonner à quelques jours du lancement de la production. 21 modèles ont été construits et 12 seront vendus à des amateurs privilégiés.

#### Europa Cup
Présentée en juillet 1985. Modèle conçu pour les courses monotypes, organisées lors des levées de rideaux des Grand Prix de Formule 1 se déroulant en Europe, d'où son nom. Sur les 69 exemplaires fabriqués, en 1984, 1986 et 1987, on estime que seulement sept resteront en version « civile ». Elles sont toutes sorties des chaines de fabrication de l'usine Alpine de Dieppe avec leur carte grise, mais pour récupérer la TVA, certaines Europa Cup en furent privées.
Les ventes se maintiennent à un niveau assez bas, et il est nécessaire de les relancer. Les concessionnaires Renault seront formés pour recevoir les clients Alpine, pour assurer l'entretien de telles voitures de sport.

### Les séries spéciales

#### V6 Turbo Mille Miles

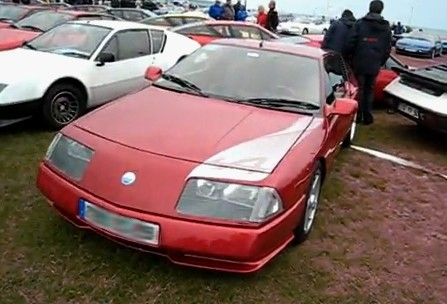
Une Alpine GTA V6 Mille Milles.

En mai 1989, Alpine lance un modèle construit à 100 exemplaires pour fêter les 35 ans de la marque. À cette occasion, le logo Alpine apparaît sur le capot en remplacement du losange et le nom de la marque « Alpine » seul est ajouté sur le grille arrière à la place du siglage « Renault Alpine » auparavant apposé sur le bouclier arrière. Le A fléché remplace également le « Renault » sur les enjoliveurs de jantes à cette occasion. Elle représente le renouveau de la marque et une promesse pour l'avenir. Ce modèle est disponible en rouge écarlate nacré verni (no 776). Il a des jantes polies et vernies, un adhésif en forme de flamme sur le capot. À l'intérieur, les sièges, le tableau de bord et la console centrale sont recouverts de cuir gris. Chacun des 
100 exemplaires est équipé d'une plaque numérotée, et le premier restera la propriété de l'usine de Dieppe. Son nom est dû aux Mille Miglia (en français : Mille Milles), célèbre ancienne course automobile que Jean Rédélé, créateur d'Alpine, a remportée en 1952, 1953 et 1954.

#### Le Mans

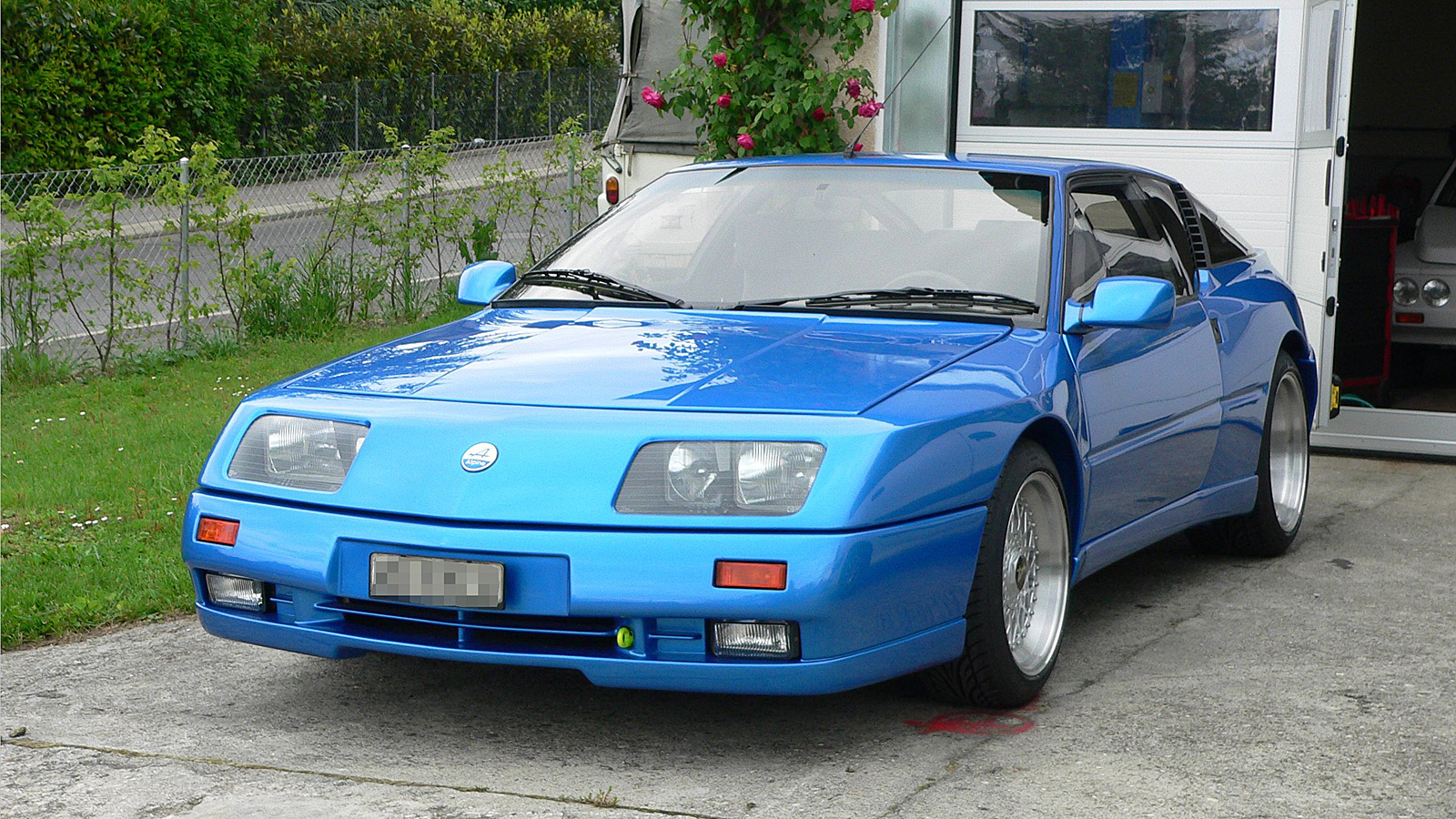
Une Alpine GTA Le Mans.

La Le Mans sort en février 1990. Il en est prévu 300 exemplaires. 325 seront construits jusqu'en février 1991. Elle adopte l'évolution catalysée du V6 Turbo, et sa puissance tombe de 200 à 185 ch. Elle est équipée d'un kit carrosserie dérivé de celui proposé par un préparateur allemand. Les ailes sont élargies, et les clignotants avant migrent du bout des ailes au bouclier. Les ailes et le masque avant sont formés d'une seule pièce et des bas de caisse sont ajoutés. Elle dispose de jantes spécifiques ACT « façon BBS » avec un faux écrou central. Seules trois couleurs sont proposées : bleu Alpine (no 488), rouge impérial (no 570) et vert scarabée (no 592). Ce kit carrosserie donnera les grandes lignes de celle qui lui succédera : l'A610.
En 1990, Alpine est obligé par la réglementation française de dépolluer ses moteurs. Contrairement à la Renault 25 V6 Turbo qui voit sa puissance passer de 182 à 205 ch, le V6 Turbo des GTA passe de 200 à 185 ch. Les amateurs d'Alpine crient à la trahison en constatant cette différence de traitement entre les deux voitures. Cependant, le V6 PRV de l'Alpine n'est pas strictement identique à celui de la Renault 25 puisqu'il a dû être adapté, notamment pour l'implantation de la boîte de vitesses. Avec un environnement moteur totalement différent, les ingénieurs ne peuvent optimiser la dépollution de la GTA à un coût raisonnable sans réduire la puissance. Les volumes de ventes des Alpine ne permettent pas ces investissements. Hormis la vitesse de pointe qui chute de 250 à 240 km/h, la diminution des performances n'est pas perceptible. Seul le chronomètre fait la différence avec la V6 Turbo non dépolluée.

Avec l'aide de la société Danielson SA, le service après-vente met néanmoins au point une préparation moteur simple et peu onéreuse destinée à calmer les mécontents. La gestion moteur est optimisée et la puissance progresse de 185 à 210 ch. La carte grise était modifiée en conséquence. La « Le Mans » Danielson retrouve les performances pratiquement dignes de la V6 Turbo non catalysée. En accélération, elle se permet d'être aussi performante qu'une Porsche 911 (964) Carrera 2 ou une Ferrari 348 TB (reprise de 100 à 140 km/h en 9,3 s en 5e). Cette préparation coûtait à l'époque 16 000 FRF en plus des 375 000 FRF de la voiture de base.

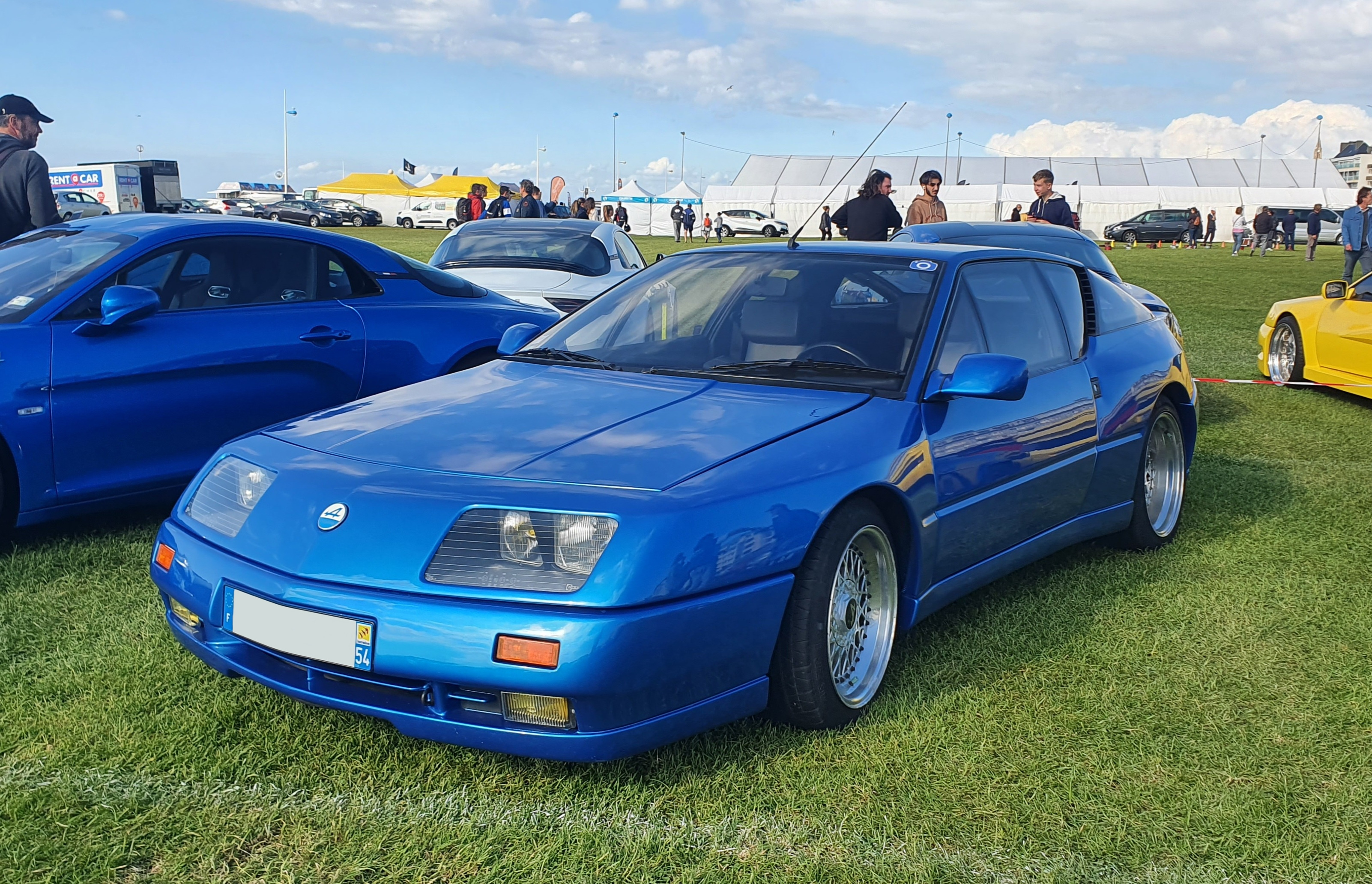
Une Alpine GTA Le Mans en bleu Alpine.
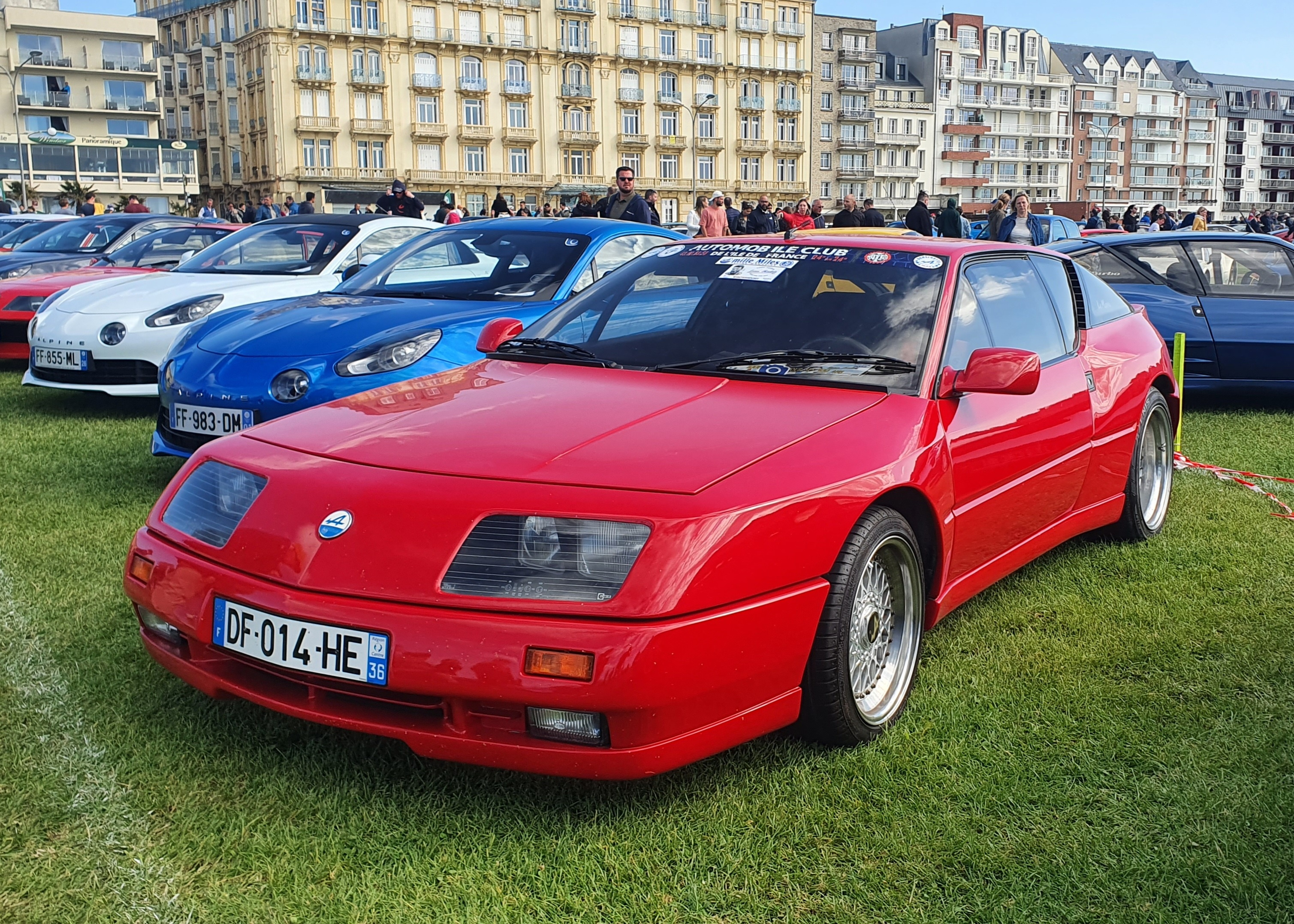
Une Alpine GTA Le Mans en rouge impérial.
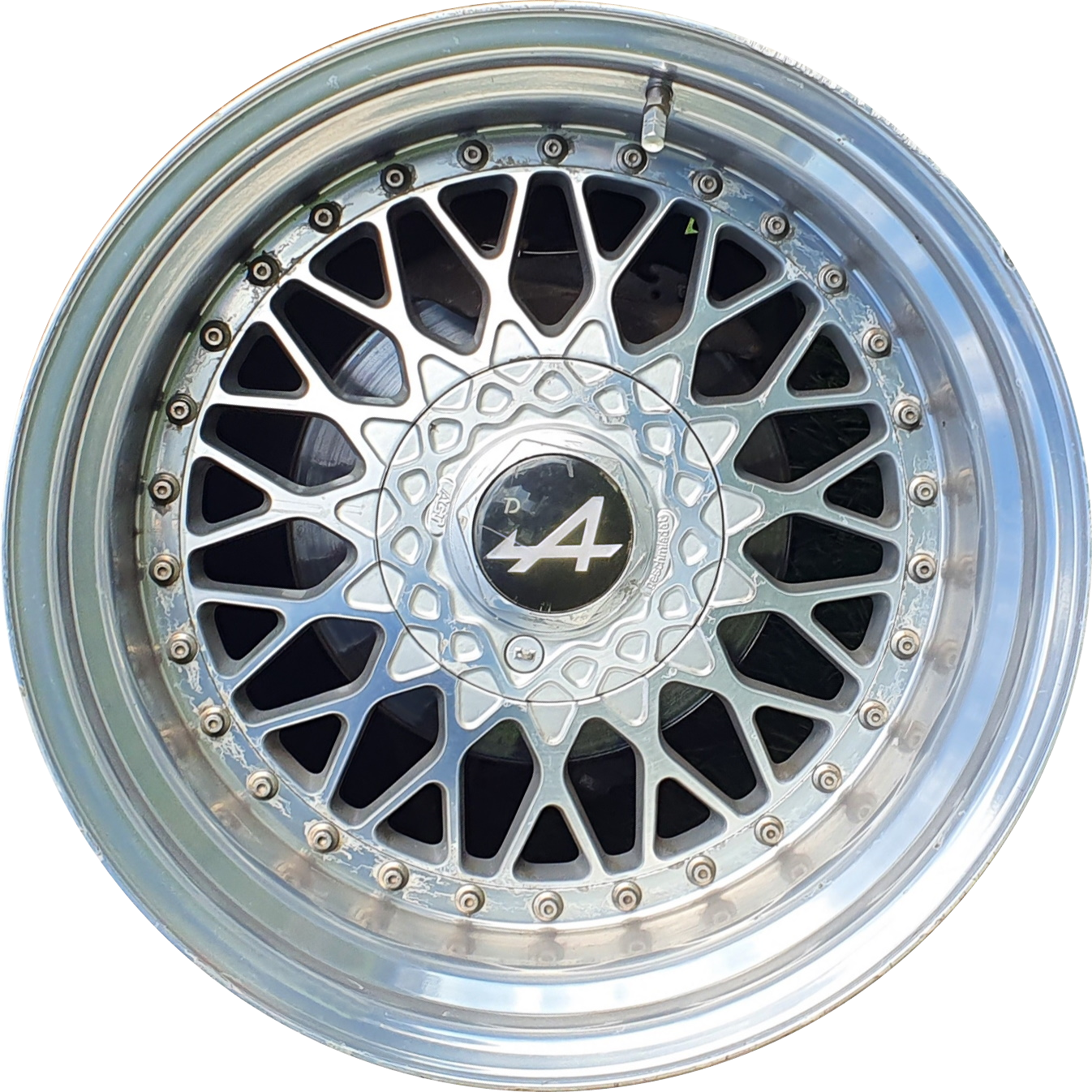
Jante d'Alpine GTA Le Mans ACT « façon BBS » avec un faux écrou central.
Logo Le Mans sur la bulle arrière.

## Caractéristiques

### Dimensions
| Modèle           | V6 GT/GT Turbo | V6 Turbo USA | V6 Le Mans |
| Longueur (m)     | 4,33           | 4,466        | 4,31       |
| Largeur (m)      | 1,75           | 1,76         | 1,812      |
| Hauteur (m)      | 1,19           | 1,209        | 1,197      |
| Empattement (m)  | 2,34           | 2,34         | 2,34       |
| Voie avant (m)   | 1,493          | 1,493        | 1,555      |
| Voie arrière (m) | 1,462          | 1,462        | 1,566      |

### Motorisations
Le moteur des GTA est le V6 PRV (Peugeot Renault Volvo). Il sera utilisé sous deux formes principalement : une version atmosphérique avec vilebrequin normal et une version suralimentée avec vilebrequin à manetons décalés permettant un cycle d'allumage enfin régulier, corrigeant un des défauts de jeunesse de ce moteur. En effet, le PRV est issu d'un projet conjoint d'un V8 ET d'un V6 utilisant un maximum d'éléments communs, y compris donc l'angle des cylindres à  90°, angle choisi également pour son plus faible encombrement en hauteur, le V6 Maserati des années 70 (SM, Merak et Ligier JJS2) avait la même configuration et le même défaut (pas de vilebrequin à manetons décalés) que les premiers PRV.  La version turbo connaîtra des évolutions en vue de sa dépollution pour différents marchés : États-Unis (version D50 A « GTA USA »), Suisse (version D501 05 cata Suisse) et la France (version D502 05) quand les lois antipollution furent adoptées.
Les performances des GTA (entre 235 et 250 km/h) ne sont pas seulement dues à la puissance des moteurs. Le poids mesuré et l'aérodynamique extrêmement soignée y contribuent énormément. Cependant, une vitesse de pointe très élevée ne vaut que si la voiture peut garder son cap. Et les GTA manquent un peu de stabilité à très haute vitesse. Ce défaut sera corrigé sur leur remplaçante, la A610.
| Modèle                                                | V6 GT D500 05                                                           | V6 Turbo D501 05                                                        | V6 Turbo USA D50 A                                                      | V6 Turbo Catalysée Suisse D501 05                                       | V6 Turbo Catalysée D502 05                                              | V6 Turbo Catalysée Le Mans D502 05 A                                    | V6 Turbo Catalysée Le Mans Danielson D502 05 A/modifiée                 |
| Moteur                                                | V6 PRV, longitudinal, deux soupapes/cylindre, un ACT/rangée de cylindre | V6 PRV, longitudinal, deux soupapes/cylindre, un ACT/rangée de cylindre | V6 PRV, longitudinal, deux soupapes/cylindre, un ACT/rangée de cylindre | V6 PRV, longitudinal, deux soupapes/cylindre, un ACT/rangée de cylindre | V6 PRV, longitudinal, deux soupapes/cylindre, un ACT/rangée de cylindre | V6 PRV, longitudinal, deux soupapes/cylindre, un ACT/rangée de cylindre | V6 PRV, longitudinal, deux soupapes/cylindre, un ACT/rangée de cylindre |
| Cylindrée (cm3)                                       | 2 849                                                                   | 2 458                                                                   | 2 458                                                                   | 2 458                                                                   | 2 458                                                                   | 2 458                                                                   | 2 458                                                                   |
| Rapport volumétrique                                  | 9,5 : 1                                                                 | 8,6 : 1                                                                 | 8 : 1                                                                   | 8 : 1                                                                   | 8 : 1                                                                   | 8 : 1                                                                   | 8 : 1                                                                   |
| Puissance maxi en kW (ch) à tr/min                    | 118 (160) à 5 750                                                       | 147 (200) à 5 750                                                       | 132 (180) à 5 900                                                       | 136 (185) à 5 500                                                       | 136 (185) à 5 750                                                       | 136 (185) à 5 750                                                       | 154 (210) à 5 200                                                       |
| Couple maxi (mkg à tr/min)                            | 23 à 3 500                                                              | 29,6 à 2 500                                                            | 27,65 à 4 000                                                           | 29,4 à 2 250                                                            | 30,2 à 2 200                                                            | 30,2 à 2 200                                                            | 35 à 2 200                                                              |
| Catalyse                                              | Non                                                                     | Non                                                                     | Oui                                                                     | Oui                                                                     | Oui                                                                     | Oui                                                                     | Oui                                                                     |
| Type de carburant                                     | RON 97                                                                  | RON 97                                                                  | RON 95 ou SP98                                                          | RON 95 ou SP98                                                          | RON 95 ou SP98                                                          | RON 95 ou SP98                                                          | RON 95 ou SP98                                                          |
| Carburation                                           | Carburateur SC 34 + DC 35                                               | Injection électronique intégrale                                        | Injection électronique intégrale                                        | Injection électronique intégrale                                        | Injection électronique intégrale                                        | Injection électronique intégrale                                        | Injection électronique intégrale                                        |
| Alimentation                                          | atmosphérique                                                           | Suralimentation par turbo 0,65 bar                                      | Suralimentation par turbo 0,65 bar                                      | Suralimentation par turbo 0,70 bar                                      | Suralimentation par turbo 0,70 bar                                      | Suralimentation par turbo 0,70 bar                                      | Suralimentation par turbo 1 bar                                         |
| Kilomètre DA (s)                                      | 28,4                                                                    | 26,8                                                                    | -                                                                       | -                                                                       | -                                                                       | 27,5                                                                    | 26,7                                                                    |
| 0 à 100 km/h (s)                                      | 8                                                                       | 7                                                                       | -                                                                       | -                                                                       | -                                                                       | 8,1                                                                     | 7,9                                                                     |
| Vitesse maxi (km/h)                                   | 235                                                                     | 250                                                                     | -                                                                       | -                                                                       | -                                                                       | 240                                                                     | 247                                                                     |
| Consommation (L/100 km) 90 km/h 120 km/h Cycle urbain | 7,00 7,90 14,70                                                         | 6,40 8,10 12,80                                                         | -                                                                       | -                                                                       | -                                                                       | 7,10 9,0 13,90                                                          | 8,30 10,10 13,7                                                         |
| Capacité du réservoir (L)                             | 72                                                                      | 72+1                                                                    | 57                                                                      | 72+1                                                                    | 72+1                                                                    | 72+1                                                                    | 72+1                                                                    |
| Aérodynamisme Cx SCx                                  | 0,28 0,48                                                               | 0,30 0,51                                                               | 0,30 0,51                                                               | 0,30 0,51                                                               | 0,30 0,51                                                               | 0,30 0,59                                                               | 0,30 0,59                                                               |

### Mécanique
- Avant : roues indépendantes, quadrilatères transversaux à deux triangles superposés.

Combinés ressorts hélicoïdaux et amortisseurs hydrauliques télescopiques.
- Arrière : roues indépendantes, quadrilatères transversaux à deux triangles superposés.

Combinés ressorts hélicoïdaux et amortisseurs hydrauliques télescopiques.

### Châssis et carrosserie
C'est la proposition émanant de chez Heuliez qui est retenue et finalisée en 1983. L'air de famille avec l'Alpine A310 est évident. La visibilité médiocre vers l'arrière a été améliorée par un vitrage qui enveloppe l'habitacle.
- L'obtention d'une aérodynamique exceptionnelle fait partie du cahier des charges. Avec un Cx de 0,28, et un SCx de 0,48, la V6 GT établit les records du monde à l'époque pour une voiture de cette catégorie. L'étanchéité des différents panneaux de carrosserie en matériaux synthétiques est très soignée. Les boucliers et les optiques sont totalement intégrés à l'ensemble. Les vitrages sont affleurants avec des joints réduits au minimum. Les vitres des portes ont leurs glissières collées sur la face interne. Les poignées de portes sont elles aussi affleurantes.
- Les flux d'air sont soigneusement canalisés pour refroidir le moteur. Il y a notamment deux ouïes au niveau des vitres latérales, une grille dans le spoiler avant, une autre sur le dessus de l'aileron arrière, une troisième entre les feux arrière. L'admission d'air se fait au niveau de la grille de l'aileron arrière, siège d'une surpression. L'air du compartiment moteur est extrait au niveau des grilles latérales vers les vitres.

Le résultat est très fluide et élégant. La presse reproche cependant un côté trop mièvre et pas assez dynamique au museau de la voiture.
Le châssis est de type poutre centrale à section rectangulaire. À l'avant y est fixée une structure en tubes carrés par l'intermédiaire d'un caisson transversal rigidificateur. À l'arrière une structure évasée prolonge la poutre et reçoit la boîte de vitesses et les chapelles des suspensions. Le berceau moteur se fixe à l'ensemble.
Des renforts latéraux parallèles à la poutre sont fixés à cette dernière par des profilés transversaux.
Plusieurs couleurs sont proposées au catalogue, dont une grande partie sera conservée sur l'A610 :
- Marine Irisé (048)
- Gris Volcan Métal (068)
- Gris Argent Métal (069)
- Rouge Vernis (075)
- Rouge Titien Irisé (076)
- Lichen Irisé (097)
- Blanc Nacré (158)
- Blanc Gardénia (303)
- Marine Irisé (403)
- Bleu Alpine (488), indisponible sur la V6 GT
- Rouge Impérial (570), uniquement sur la Le Mans
- Vert Scarabée (592), uniquement sur la Le Mans
- Noir Vernis (655), uniquement sur la V6 Turbo
- Rouge Écarlate (776), uniquement sur la Mille Milles

### Intérieur, options et accessoires
C'est un des aspects les plus critiqués des Alpine GTA. Le style de la planche de bord, ainsi que les matériaux utilisés déplaisent beaucoup. Ce dernier aspect peut être amélioré grâce à une option cuir recouvrant la planche de bord et la console centrale de peaux de très bonne qualité. Les matériaux iront en s'améliorant en cours de production, en 1989, la planche de bord, la console et les contre-portes seront revêtues d'une garniture souple doublée de mousse.
En revanche, l'ergonomie est très satisfaisante, et l'habitabilité plus que bonne pour un coupé à moteur arrière. Les quatre occupants trouvent leurs aises sans difficultés, le petit coffre à l'avant se limite à 90 litres.

## Palmarès sportif

### Coupe d'Europe Renault Alpine GTA V6
- 1985 :  Oscar Rubén Larrauri (deuxième Joël Gouhier, avec Renault Chartres)[6].
- 1986 :  Massimo Sigala (troisième Joël Gouhier).
- 1987 :  Massimo Sigala (troisième Joël Gouhier).
- 1986 : la GTA V6 production d'Alain Serpaggi 1986.
- Participation de la GTA V6 Production d'Alain Serpaggi au championnat de France des voitures de production de NOSCAR. La GTA production no 76 sponsorisée par le département de la seine maritime n'a pas eu le succès qu'elle méritait en 1986. En juin 2015, Sébastien Lesage retrouve cette voiture tombée dans l'oubli, et s'en porte acquéreur.
- Alain Serpaggi reprend le volant de son auto pour participer à différentes manifestations sur circuits en 2016 et 2017. Il prouve ainsi que l'auto n'a pas trop vieilli, bien au contraire, de même que son pilote. Le moteur préparé par la société BVO Sport, et la décoration refaite à l'identique par décoracing.com, redonne à cette auto sa beauté, sa jeunesse et sa fougue d'autrefois.
- Cette auto fut la dernière Alpine d'usine de la première époque des autos dieppoises de Jean Rédélé.
- En 2016, Thierry Falsetti et Sébastien Lesage (propriétaire de l'auto) co-écrivent un ouvrage retraçant l'historique de cette Alpine. (Voir bibliographie)

## Production
| Modèle | V6 GT | V6 Turbo | Europa Cup | V6 Turbo catalysée | V6 Turbo USA | V6 Le Mans | Total |
| 1984   | 191   |          | 54         |                    |              |            | 245   |
| 1985   | 639   | 398      |            |                    |              |            | 1 037 |
| 1986   | 264   | 1 035    | 7          |                    | 21           |            | 1 327 |
| 1987   | 139   | 1 051    | 8          |                    |              |            | 1 198 |
| 1988   | 164   | 1 092    |            |                    |              |            | 1 256 |
| 1989   | 81    | 445      |            | 336                |              |            | 862   |
| 1990   | 31    | 61       |            | 152                |              | 291        | 535   |
| 1991   |       |          |            |                    |              | 34         | 34    |
| Total  | 1 509 | 4 082    | 69         | 488                | 21           | 325        | 6 494 |

### Raisons d'un insuccès
Proposant un rapport prix/performances exceptionnel, les GTA n'eurent pas le succès qu'elles méritaient. Il faut rappeler que la GT est siglée Renault jusqu'en 1989 et qu'elle ne peut donc pas, aussi efficace soit-elle, rivaliser avec d'autres marques plus prestigieuses. Dans ce créneau, l'image de marque est essentielle et la politique de la maison mère d'occulter Alpine au profit de son propre nom (on parle de Renault Alpine, et non d'Alpine) n'aura pas rendu service aux GTA. Il faut avouer aussi que cela fait longtemps qu'Alpine s'est fait distancer par des marques comme Porsche, du fait de l'absence de participation à de grandes compétitions automobiles depuis des années sous son propre nom.
Néanmoins Renault tient à maintenir Alpine dans sa gamme et préparer une remplaçante aux GTA. Après 6 494 exemplaires produits depuis 1984, les GTA cèdent la place début 1991 à la A 610. Elle visera encore plus haut dans tous les domaines, déterminée à séduire les acheteurs des véhicules de prestige.

## Évolutions non retenues
Plusieurs évolution intéressantes furent envisagées mais n'atteignirent pas le stade de la commercialisation.
- GTA 2 L Turbo : l'adaptation du très performant 2 L Turbo des Renault 21 (175 puis 162 ch en catalysé) était envisageable facilement sans avoir à effectuer d'importantes modifications. Son poids de 60 kg inférieur à celui du PRV aurait rendu la voiture à peine moins performante que la V6 Turbo. Ce modèle aurait admirablement complété la gamme GTA, notamment dans les pays comme l'Italie où les cylindrées de plus de 1 999 cm3 sont lourdement taxées. Le projet n'ayant pas été jugé rentable, un unique modèle fut finalisé fin 1987 début 1988 et immatriculé. Elle fut vendue par Alpine après son service.
- GTA V6 Turbo Quadra : étudiée entre 1987 et 1989 et basé sur le châssis de GTA USA, ce prototype bénéficiait d'une transmission intégrale. Un tube contenant l'arbre de transmission relie les deux cardans. Le couple se répartissait à 65 % sur l'arrière et 35 % sur l'avant.
- Suspension à amortissement piloté : simplement paramétré en fonction de la vitesse, ce système n'offrait aucun avantage à la GTA. Il fut abandonné alors qu'il devait être proposé en option en septembre-octobre 1989.
- GTA système ASR : un système antipatinage fut longuement testé avant d'être abandonné.
- GTA V6 Turbo Embrayage automatique Valeo : présenté au printemps 1989. La pédale d'embrayage est remplacée par un calculateur. Le pilote n'a qu'à manier le levier de vitesse. Donnant toute satisfaction, ce système ne sera pas commercialisé.

## Dans la culture populaire

### Cinéma
- Dans le film Conseil de famille (1986), une GTA V6 GT rouge vernis est visible brièvement[7].
- Dans le film Aux petits bonheurs (1993), une GTA V6 Turbo apparait, également en rouge vernis[8].
- Dans le film Il y a des jours et des lunes (1990), Gérard Lanvin conduit une GTA V6 Turbo.

### Jeu vidéo
- Forza Horizon 3 (2016) : L'Alpine GTA Le Mans est jouable grâce à un DLC.
- Forza Motorsport 7 (2017) : La GTA Le Mans est également disponible dès la sortie du jeu.